# قانون مكافحة التبغ في بوتان 2010
قانون مكافحة التبغ في بوتان (دزونكا: འབྲུག་གི་ཏམ་ཁུ་དམ་འཛིན་བཅའ་ཁྲིམས་ཅན་མ་؛ 'دراج-جي تام-خو دام-'دزين بكا'-خريمس كان-ما) تم سنه من قبل البرلمان البوتاني في 16 يونيو 2010. ينظم القانون التبغ ومنتجاته بمنعه زراعة، حصاد، إنتاج، وبيع التبغ ومنتجاته في بوتان. ويلزم القانون أيضا الحكومة بإتاحة المشورة والعلاج لتسهيل الإقلاع عن التدخين.

## قوانين منع التدخين
استهلاك التبغ غير محظور تماما في بوتان، على الرغم من أنه إلى حد كبير محظور في المناطق العامة. القانون يستهدف إلى حد كبير التدخين على وجه الخصوص، على الرغم من أن كل أشكال التبغ تخضع أيضا للقانون. يحدد القانون المناطق التي يمنع فيها التدخين: المراكز التجارية بما في ذلك الأسواق، ردهات الفنادق والمطاعم والبارات؛ مراكز الترفيه مثل الديسكو ودور السينما والملاعب؛ والمؤسسات ومكاتب القطاعين العام والخاص؛ التجمعات العامة والأماكن العامة مثل المهرجانات، مواقف سيارات الأجرة، والمطار؛ جميع وسائل النقل العام؛ وأي أماكن أخرى تُعلَن من قِبَل مجلس مكافحة التبغ. للمجلس أيضا سلطة تعيين المناطق التي يسمح فيها بالتدخين في المناطق العامة. يسمح بمناطق للتدخين في المناطق غير العامة من الفنادق (مثل طوابق أو غرف مخصصة للتدخين).
القانون يفرض على المسؤولين عن هذه المناطق العامة للإقامة عرض علامات تحظر التدخين وتحث المدخنين على الإقلاع، وإبلاغ الشرطة عمن يرفضون، والامتثال لعمليات التفتيش.